# 里奧恩梅迪奧 (新墨西哥州)
里奧恩梅迪奧（英語：Rio en Medio）是位於美國新墨西哥州聖菲縣的普查規定居民點。

## 人口
根據2020年美國人口普查的數據，里奧恩梅迪奧的面積為1.72平方千米，皆為陸地。當地共有人口157人，而人口密度為每平方千米91.28人。